# Vincenzo Zappalà
| Odkryte planetoidy: 9 | Odkryte planetoidy: 9 |
| --------------------- | --------------------- |
| (4478) Blanco         | 23 kwietnia 1984      |
| (5802) Casteldelpiano | 27 kwietnia 1984      |
| (6289) Lanusei        | 28 kwietnia 1984      |
| (7459) Gilbertofranco | 28 kwietnia 1984      |
| (9009) Tirso          | 23 kwietnia 1984      |
| (9010) Candelo        | 27 kwietnia 1984      |
| (10038) Tanaro        | 28 kwietnia 1984      |
| (11476) Stefanosimoni | 23 kwietnia 1984      |
| (17357) Lucataliano   | 23 sierpnia 1978      |
| 1. 2.                 |                       |

Vincenzo Zappalà (ur. 1945) – włoski astronom, odkrywca 9 planetoid (6 samodzielnie i 3 wspólnie z innymi astronomami). Pracował w Turyńskim Obserwatorium Astronomicznym w Pino Torinese. Na jego cześć nazwano planetoidę (2813) Zappalà.